# T-R-O-U-B-L-E
T-R-O-U-B-L-E – piosenka napisana przez Jerry'ego Chesnuta i Steve'a Tyrella na początku 1975 roku. Elvis Presley nagrał ją 11 marca 1975 roku. Wykonywał ją na żywo w 1975 roku.